# Hethel
Hethel – wieś w Anglii, w hrabstwie Norfolk, w dystrykcie South Norfolk. Leży 11 km na południowy zachód od Norwich i 148 km na północny wschód od Londynu.